# Análisis de impedancia bioeléctrica
El análisis de impedancia bioeléctrica, también llamado bioimpedancia, es un método que se suele usar para conocer la composición aproximada de un cuerpo. Desde la llegada de los primeros dispositivos comerciales a mediados de los años 80 esta técnica se ha hecho cada vez más popular debido a su facilidad de uso, portabilidad de los equipos y a su bajo coste en comparación con otros métodos de medición corporal, permitiendo descubrir a tiempo concentraciones excesivas de grasa visceral.
Marcas como Tanita u Omron han popularizado la medición doméstica de valores de composición corporal como el porcentaje de grasa corporal o de masa muscular, por medio monitores de composición corporal popularmente conocidos como básculas de bioimpedancia. 
Este método se basa en medir la resistencia que un cuerpo opone al paso de una corriente. Al conocerse el potencial aplicado podemos usar la Ley de Ohm (V=IR) para conocer la impedancia del cuerpo. En función de esa impedancia se puede determinar la cantidad de grasa que puede haber, ya que ese valor relaciona de manera aproximada la proporción de grasa y músculo que está presente. 
Esta técnica no es la más precisa ya que descarta muchas variables que influyen en el resultado final, como por ejemplo la cantidad de agua que se haya consumido antes de realizar la medición. El agua que hay en el cuerpo es buena conductora de la electricidad, por lo que distorsiona el resultado. Cuanta más se haya bebido, menor porcentaje de grasa se obtendrá.